# Unione delle camere civili
L’Unione Nazionale delle Camere Civili è un'associazione italiana senza fini di lucro, rappresentativa degli avvocati italiani che esercitano la professione nei processi di diritto civile. L'Unione associa le camere civili italiane con lo scopo di coordinarne l'attività in maniera unitaria, promuovere e attivare l'adeguamento dell'ordinamento civile (sostanziale e processuale) alle esigenze della società e contribuire con ogni iniziativa il conseguimento di un migliore funzionamento della giustizia, con particolare riguardo a quella civile.

## Struttura e attività
Attualmente l'Unione nazionale delle camere civili ha una presenza capillare su tutto il territorio nazionale e rappresenta la più numerosa associazione forense, con 74 camere civili associate e oltre 8000 iscritti. Essa è riconosciuta dal Consiglio nazionale forense fra le 9 associazioni forensi maggiormente rappresentative sul piano nazionale.
Nel maggio del 2009, al congresso straordinario di Venezia, è stato approvato il nuovo Statuto nel quale, a fianco all'organo esecutivo rappresentato da una giunta di 15 componenti, è contemplato nuovo organo consultivo rappresentato dal Consiglio dei presidenti, costituito dai presidenti di tutte le camere civili territoriali. Nello stesso congresso è stata anche approvata la norma per l'elezione diretta del presidente da parte del Congresso nazionale.
Fra le attività passate e presenti dell'Unione, si ricordano l'impegno condotto in favore del principio di semplificazione dei riti civili, che trovato riconoscimento nella legge 18 giugno 2009 n. 69 (cosiddetta Riforma del codice di procedura civile), la conduzione di corsi di formazione e aggiornamento nelle discipline civilistiche secondo un protocollo d'intesa col Consiglio nazionale forense (che ne ha riconosciuto la valenza scientifica e la piena congruenza e coerenza rispetto alle finalità del regolamento sulla formazione obbligatoria degli avvocati), la partecipazione alla redazione del progetto di riforma dell'ordinamento professionale che è attualmente in discussione in Parlamento.

## Organi e funzioni
Sono organi dell'Unione nazionale delle camere civili: il congresso nazionale; l'assemblea nazionale; il consiglio dei presidenti; la giunta esecutiva; il presidente nazionale; il collegio dei probiviri.
Il congresso nazionale si svolge ogni tre anni e delibera con il voto favorevole della maggioranza dei presenti aventi diritto al voto: sugli indirizzi generali dell'Unione; sulla sede del successivo Congresso ordinario; su quant'altro sia allo stesso demandato per Statuto e/o regolamento. Delibera altresì sulle modifiche dello Statuto, con il voto favorevole della maggioranza dei 2/3 dei presenti aventi diritto al voto Il congresso elegge, a scrutinio segreto, il presidente nazionale, la giunta esecutiva ed il collegio dei probiviri, secondo le prescrizioni di cui al regolamento elettorale.
L'assemblea nazionale si svolge ogni anno e, con il voto favorevole della maggioranza dei presenti aventi diritto al voto: approva il progetto di bilancio preventivo e di bilancio consuntivo; delibera sulla sfiducia, con votazione a scrutinio segreto, al presidente, alla giunta o ad uno o più dei suoi componenti, su richiesta scritta di almeno 10 camere civili aderenti; delibera sull'assunzione di eventuali sanzioni disciplinari ai sensi dell'art. 15 comma 14 del presente statuto; delibera sugli altri argomenti proposti dalla giunta esecutiva o dal consiglio dei presidenti. Delibera altresì sulle modifiche dello Statuto con il voto favorevole della maggioranza dei 2/3 dei presenti aventi diritto al voto.
La giunta esecutiva deve riunirsi almeno ogni due mesi e assume le decisioni ed adotta tutti i provvedimenti necessari a dare attuazione alle direttive ed alle mozioni approvate dal congresso e dall'assemblea nazionale, nonché quelle necessarie per il buon funzionamento dell'Unione.
Il presidente rappresenta a tutti gli effetti l'Unione nazionale delle camere civili, sia nei rapporti interni che esterni. Egli assicura l'unità d'indirizzo dell'Unione, la collegialità delle decisioni degli organi associativi e l'adeguata circolazione delle informazioni fra questi ultimi. Dura in carica tre anni e non può essere eletto per più di due mandati consecutivi.

## Presidenti
- Luigi Storace, della Camera Civile di Roma (1989-2003)
- Salvatore Grimaudo, della Camera Civile di Palermo (2003-2009)
- Renzo Menoni, della Camera Civile di Parma (2009-2015)
- Laura Jannotta, della Camera Civile di Ferrara (2015 - 2018)
- Antonio de Notaristefani di Vastogirardi, della Camera Civile di Napoli (dal 2018 al 2024). Eletto dall'assemblea del VII Congresso dell'UNCC.[1]
- Alberto del Noce, della Camera Civile del Piemonte e della Valle d'Aosta (dal 2024). Eletto dall'assemblea del IX Congresso dell'UNCC.